# 大阪府道804号北河内自転車道線
大阪府道804号北河内自転車道線（おおさかふどう804ごう きたかわちじてんしゃどうせん）は、大阪府大阪市鶴見区鶴見緑地から北河内を周回して鶴見緑地に戻る、自転車・歩行者専用の一般府道である。
北河内サイクルラインという愛称がつけられている。

## コースの概要
鶴見緑地を起点にし、大阪中央環状線の自転車・歩行者道路、淀川と穂谷川の河川敷、第二京阪道路を通り、鶴見緑地に戻ってくる。

### 路線データ
- 陸上距離：45.5km

## 路線状況

### 通過する自治体
- 大阪市（鶴見区） - 門真市 - 守口市 - 寝屋川市 - 枚方市 - 交野市 - 枚方市 - 交野市 - 寝屋川市 - 四條畷市 - 門真市 - 大阪市（鶴見区）